# Статуя на свободата (Будапеща)
Статуята на свободата или Статуя на независимостта (на унгарски: Szabadság-szobor) е паметник на хълма Гелерт в Будапеща, Унгария.
Издигната е в чест на унгарците, загинали за независимостта, свободата и просперитета на Унгария. Неин автор е унгарският скулптор Жигмонд Кишфалуди Щробл.
Издигната е през 1947 г. като спомен от изтласкването на германските войски от Унгария от войските на СССР по време на Втората световна война. Местоположението му върху хълма Гелерт (235 m) придава допълнителна значимост сред градския пейзаж на Будапеща. Първоначалния план на Министерство на отбраната, а по-късно на Министерство на благоустройството на Унгария е паметника да бъде с височина 8 – 10 m и да се намира в парка „Хорват“, но по нареждане на Климент Ворошилов, като председател на контролната комисия на Съюзниците в Унгария и контролиращ въвеждането на комунистическия режим в страната, паметника е издигнат на хълма Гелерт. Паметника е открит на 4 април 1947 г.
Статуята е излята от бронз, с височина 14 m. Разположена е на 26-метров иззидан пиедестал. Представлява скулптура на жена с вдигнати ръце, с които държи палмова клонка. Първоначално около статуята има четири по-малки статуи. През 1992 г. скулптурата на съветския войник е преместена в парка на паметниците в Будапеща.
Първоначално върху паметника е изписан текст на унгарски и на руски възхваляващ съветската армия – освободителка:
| „ | A FELSZABADÍTÓ SZOVJET HŐSÖK EMLÉKÉRE A HÁLÁS MAGYAR NÉP 1945 | “ |

В превод: "В памет на съветски герои освободители [издигнати от] признателния унгарски народ [в] 1945".
През следващите години, обществената нагласа към СССР намалява до точката на революция от 1956 г. Някои части от паметника са повредени. След 1989 г. надписът е променен на:
| „ | MINDAZOK EMLÉKÉRE AKIK ÉLETÜKET ÁLDOZTÁK MAGYARORSZÁG FÜGGETLENSÉGÉÉRT, SZABADSÁGÁÉRT ÉS BOLDOGULÁSÁÉRT | “ |

В превод от унгарски: „В памет на всички, които са пожертвали живота си за независимостта, свободата и просперитета на Унгария“.
|  | Тази страница частично или изцяло представлява превод на страницата Liberty Statue (Budapest) в Уикипедия на английски. Оригиналният текст, както и този превод, са защитени от Лиценза „Криейтив Комънс – Признание – Споделяне на споделеното“, а за съдържание, създадено преди юни 2009 година – от Лиценза за свободна документация на ГНУ. Прегледайте историята на редакциите на оригиналната страница, както и на преводната страница, за да видите списъка на съавторите. ВАЖНО: Този шаблон се отнася единствено до авторските права върху съдържанието на статията. Добавянето му не отменя изискването да се посочват конкретни източници на твърденията, които да бъдат благонадеждни. |